# Polyglobulie
La polyglobulie est une anomalie de la production des globules rouges (ou érythropoïèse) définie par l'augmentation de l'hématocrite (pourcentage des globules rouges par rapport au volume total sanguin). On ne définit pas une polyglobulie (ni une anémie) par le nombre de globules rouges. Elle répond à deux mécanismes distincts : la polyglobulie primitive (ou maladie de Vaquez) est due à une anomalie des cellules souches de la moelle hématopoïétique qui acquièrent des caractéristiques tumorales, prolifèrent et entrainent une surproduction de globules rouges. La polyglobulie secondaire est, elle, liée à une augmentation du taux sanguin d'hormones stimulant l'érythropoïèse, en particulier l'EPO (érythropoïétine), le plus souvent secondaire à une hypoxie chronique (L'hypoxie consiste en une oxygénation insuffisante des tissus, l'ischémie tissulaire provoque une stimulation de la sécrétion d'EPO par le rein) ou par sécrétion inappropriée d'EPO. Dans ce cas, la moelle est normale.

## Diagnostic

### Clinique
La polyglobulie rend le sang visqueux, par augmentation de la masse d'éléments cellulaires circulants au détriment du plasma, ce qui entraîne des signes non spécifiques :
- Signes neurologiques : céphalées, vertiges, bourdonnements d'oreilles (acouphènes), parfois des accidents vasculaires cérébraux.
- Signes cutanés : érythrose cutanée (la peau est rouge).
- Hypertension artérielle.
- Thrombose

### Examens complémentaires
Nouvelles recommandations de 2016 
- L'hématocrite est élevé : il dépasse 49 % chez l'homme, 48 % chez la femme.
- Hémoglobine : > 16,5g/dL chez l'homme, >16 chez la femme
- GR (erythocytes) : >6,2T/L chez l'homme, >5,4T/L chez la femme
- Le diagnostic de certitude de polyglobulie (sans préjuger de son étiologie) est la mesure isotopique de la masse globulaire au chrome 51 : elle retrouve une masse globulaire supérieure à 125% de la théorique.

## Étiologie

### Polyglobulies primitives
- Maladie de Vaquez
- Thrombocytémie essentielle

Dans les deux derniers cas, la polyglobulie n'est pas un élément déterminant de la maladie mais elle peut apparaître dans le cadre d'anomalies médullaires globales.

### Polyglobulies secondaires

#### Secondaires à une hypoxie tissulaire chronique
Les polyglobulies de ce groupe sont la conséquence d'une baisse de la pression partielle d'oxygène dans le sang et représentent une manifestation physiologique de défense contre l'hypoxie. Il semble que l'hormone érythropoïétique du rein serve de médiatrice à la réaction d'hyperplasie médullaire, laquelle ne touche que la lignée érythroïde. Comme ces polyglobulies secondaires à l'anoxie sont fréquentes, et comme leur traitement diffère radicalement de celui de la maladie de Vaquez, il est important de savoir les différencier de celle-ci.
- Tabagisme
- Broncho-pneumopathie chronique obstructive
- Insuffisance respiratoire : l'emphysème est la cause la plus commune ; l'hypertension pulmonaire, entraînant le cœur pulmonaire chronique (décompensation cardiaque), aggrave encore la polyglobulie
- Intoxication au monoxyde de carbone
- Cardiopathie cyanogène
- Séjour à haute altitude
- Plongée en apnée.

Au cours d'une ascension rapide un degré modéré de polyglobulie peut survenir par suite d'une contraction de la rate. Ce n'est qu'après plusieurs jours ou semaines de séjour à haute altitude que l'hyperplasie rouge de la moelle assure le relais. Beaucoup de personnes, surtout les anémiques, s'adaptent difficilement à l'air raréfié des hautes altitudes et présentent le mal des montagnes, qui consiste en fatigue, dyspnée, céphalées (occipitales), bourdonnements d'oreilles, éblouissements, étourdissements, vertiges, nausées, diarrhées, insomnie et frilosité. Tous ces symptômes disparaissent en quelques heures à plus basse altitude ou par oxygénothérapie.
Chez certains habitants des hautes altitudes (Andes par ex.), on observe le développement d'une hypertension pulmonaire et des infections respiratoires répétées, toutes deux génératrices d'un cœur pulmonaire chronique (décompensation cardiaque). La polyglobulie peut alors devenir très considérable (sang très visqueux). Cet ensemble de faits constitue la maladie de Monge.
- Méthémoglobinémie
- hémoglobine hyperaffine[1]
- déficit en 2,3 diphosphoglycérate[1]

#### Secondaire à une hypersecretion d'érythropoïétine (EPO)
- Tumeur du rein
- Cancer du foie, du cervelet, de l'ovaire
- léiomyome utérin[1]
- Sténose des artères rénales
- polykystose rénale autosomique dominante[1]
- À part : chez les sportifs, dopage par prise d'EPO.

## Traitement
À part la correction de l'affection causale, la meilleure forme de traitement semble consister en l'oxygénothérapie.

## Les polyglobulies associées à des tumeurs
Les plus fréquentes sont associées à des tumeurs rénales.
Dans la majorité des cas les tumeurs donnent lieu à de la polyglobulie paraissent sécréter de l'érythropoïétine. Ces polyglobulies disparaissent par l'ablation de la tumeur.